# HD68998
HD68998 — хімічно пекулярна зоря спектрального класу A5, що має видиму зоряну величину в смузі V приблизно  8,7.
Вона  розташована на відстані 1647,3 світлових років від Сонця.

## Пекулярний хімічний склад
Зоряна атмосфера HD68998 має підвищений вміст європію (Eu).